# Olsen Valley
Das Olsen Valley ist ein Tal im Norden Südgeorgiens im Südatlantik. Es reicht vom Husvik Harbor in der Stromness Bay bis zur Carlita Bay, einer Nebenbucht der Cumberland West Bay.
Das Tal war bereits den ersten Wal- und Robbenfängern Südgeorgiens bekannt. Der South Georgia Survey nahm im Zeitraum zwischen 1951 und 1957 Vermessungen vor. Das UK Antarctic Place-Names Committee benannte es 1958 nach Nils Erling Olsen (1910–1975), von 1950 bis 1956 Manager des norwegischen Walfangunternehmens Tønsbergs Hvalfangeri.